# Zebrascia longicornis
Zebrascia longicornis är en kräftdjursart som beskrevs av Karl Wilhelm Verhoeff 1942E. Zebrascia longicornis ingår i släktet Zebrascia och familjen Philosciidae. Inga underarter finns listade i Catalogue of Life.